# 1986-os Roland Garros
Az 1986-os Roland Garros az év első Grand Slam-tornája, a Roland Garros 85. kiadása volt, amelyet május 26–június 8. között rendeztek Párizsban. Férfiaknál a csehszlovák Ivan Lendl, nőknél az amerikai Chris Evert nyert.

## Döntők

### Férfi egyes
Ivan Lendl -  Mikael Pernfors 6-3, 6-2, 6-4

### Női egyes
Chris Evert -  Martina Navratilova 2-6, 6-3, 6-3

### Férfi páros
John Fitzgerald /  Tomáš Šmíd -  Stefan Edberg /  Anders Järryd 6-3, 4-6, 6-3, 6-7(4), 14-12

### Női páros
Martina Navratilova /  Temesvári Andrea -  Steffi Graf /  Gabriela Sabatini 6-1, 6-2

### Vegyes páros
Kathy Jordan /  Ken Flach -  Rosalyn Fairbank /  Mark Edmondson, 3-6, 7-6(3), 6-3